# Edward T. Newell
Edward Theodore Newell (* 15. Januar 1886 in Kenosha, Wisconsin; † 18. Februar 1941 in New York) war ein amerikanischer Numismatiker.
Edward T. Newell war der Sohn von Frederick und Frances Newell. Seine Mutter war die Erbin der Bain Wagon Company, die sich auf die Massenproduktion von Pferdefuhrwerken spezialisiert hatte und sie so zur reichsten Frau von Wisconsin machte, nach ihrem Tode 1907 ging das Vermögen an ihren Sohn, der sich damit ein Leben als wohlhabender Privatgelehrter und Sammler in New York leisten konnte. Er studierte an der Yale University (B.A. 1907, M.A. in Archäologie und orientalischen Sprachen 1909). Von 1916 bis zu seinem Tode 1941 war er Präsident der American Numismatic Society.
Newell war ein bedeutender Münzsammler und galt zu seiner Zeit als der führende Spezialist auf dem Gebiet der Münzen Alexanders des Großen und seiner Nachfolger, für die Erforschung der hellenistischen Numismatik legte er durch seine Publikationen die wissenschaftlichen Grundlagen. Er vermachte seine Sammlung von mehr als 87.000 Münzen der American Numismatic Society. Für seine wissenschaftlichen Leistungen erhielt er 1918 als erster Preisträger die Archer M. Huntington Medal und 1925 die Medaille der Royal Numismatic Society, die beiden höchsten Auszeichnungen auf dem Gebiet der Numismatik.

## Veröffentlichungen (Auswahl)
- The Coinage of the Eastern Seleucid Mints from Seleucus I to Antiochus III. New York 1938.